# Félegyházi Közlöny
A Félegyházi Közlöny Kiskunfélegyháza és vonzáskörzetének hírlapja. 1902-ben indult, a Félegyházi Hírlap és a Félegyházi Híradó vetélytársaként, megjelenését új helyi nyomda finanszírozta. Az első kiadó nyomda Politzer Vilmosé volt, tőle szerezte meg a Feuer család a kiadási jogot, és a Szabadelvű Párt, majd 1910-től annak utóda, a Nemzeti Munkapárt orgánuma lett. 1938 decemberéig jelent meg hetente. A vezércikket rendszerint a kiadó írta, az ezt követő egy-két oldalon hosszabb hírek jelentek meg, néha olvasói levelek is, majd a következő két-három oldalon rövid hírek a város életéből (bűnesetek, anekdotikus események, gyászhírek, jelentősebb személyekről szóló hírek), az utolsó oldalakon reklámok, illusztrált hirdetések.
1946-ban ugyanilyen címmel demokrata hetilap indult meg, mely 1946. december 14. és 1949. március 26. között futott 4 évfolyamban.
1956-ban újraindult azonos címen a Petőfi Népe mellékleteként, ezúttal, magát kifejezetten politikai lapként definiálva, 28 évfolyamot ért meg, 1989-ben megszűnt.
1992-től ugyanilyen néven indult meg Kiskunfélegyháza Város Önkormányzatának lapja (korábban Félegyházi Hírek), mely 2006-ig kéthetenként jelent meg, 2007-ben és 2008-ban hetenként, 2009-től ismét kéthetenként jelenik meg. Benne a város lakóit érintő információk (rendeletmódosítások, helyi járatos menetrendjének változása), kiállításrecenziók, riportok, közlemények, tudósítások jelennek meg. Korábban a lapban jelentkezett Fekete János helytörténész rovata, a Honismereti Mozaik is. Formátuma többször változott: az első évfolyamok napilap-méretűek, 1998-tól A4-es, tűzött példányok, 2003-tól 2006-ig ismét napilap-méretben, 2006-tól A4-es formátumban.